# エスプレンドー・ジオメトリコ
エスプレンドー・ジオメトリコ (西:Esplendor Geométrico) は、スペインのインダストリアル・ミュージックのバンド。スペイン語読みでは「エスプレンドール・ヘオメトリコ」。
スペインのグループ「Aviador Dro」(El Aviador Dro Y Sus Obreros Especializados)に参加していた、アルトゥーロ・ランス (Arturo Lanz)、ガブリエル・リアサ (Gabriel Riaza)、フアン・カルロス・サストレ (Juan Carlos Sastre)により、1980年代初頭に結成。
グループ名「Esplendor Geométrico」(幾何学的なきらめき)は、イタリアの未来派詩人F. T. マリネッティのエッセイ『幾何学的および機械的かがやきと数的感受性』(伊:Lo splendore geometrico e meccanico e la sensibilità numerica)からとられている。

## 略歴
1981年、ファースト・シングル「Necrosis en la Poya」を「Tic Tac」レーベルよりリリース。次いでデビュー・アルバムとなる 『政党の鉄則』 (El acero del partido/Héroe del trabajo)を1982年にリリースしている。1985年、グループのプライベート・レーベルとなる「Esplendor Geométrico Discos」を設立。セカンド・アルバム『栄光のコミッサー』 (Comisario de la luz/Blanco de fuerza)は、このレーベルからリリースされた。
ハーシュノイズとインダストリアルリズムによる独自のスタイルは続く2枚のアルバム、1987年の『コスモス・キノ』 (Kosmos Kino)と、1988年の『メカノ・ターボ』 (Mekano Turbo) でさらに深められていく。特に後者の『メカノ・ターボ』は、エスプレンドー・ジオメトリコのスタイルを決定付けたアルバムとされている。
この後、1989年のライブ・アルバム『ライブ・イン・ユトレヒト』 (Live in Utrecht)を経て、続く作品群は「Geometrik」レーベルからリリースされることになる。1991年のアルバム『Sheikh Aljama』ではアラブ音楽を作品に取り入れ、『Veritatis Splendor』 (1994年) と『Balearic Rhythms』 (1996年)では、従来からのノイズを部分的に抑えて使用するなど音楽的な変化も現れた。この頃のメンバー構成は、アルトゥーロ・ランスとサベリオ・エバンヘリスタ (Saverio Evangelista)の2名。1990年にグループに加わったエバンヘリスタは、自身のプロジェクト「Most Significant Beat」でも並行して活動していた。ちなみに1995年には初来日を果たしており、この様子は翌1996年に発表されたライブ・アルバム『Tokyo Sin Fin』で聴くことができる。
1997年のアルバム『Polyglophone』で以前の作品のような荒々しいノイズを取り戻したエスプレンドー・ジオメトリコは、他のアーティストとのコラボレーションを行う。彼らのクラシックトラックのリミックス・アルバム『EN-CO-D-Esplendor』には、コイルとクリス&コージーが参加している。2002年には、中国の影響を強く受けたアルバム『Compuesto de Hierro』をリリース。また、2枚組CDの『Anthology 1981 - 2003』が2005年にリリースされている。
2007年のアルバム『8 Traks & Live』には、過去作品のリミックスを含む音楽作品8曲と、2006年6月のマドリードにおける「DeciBELIO フェスティバル」で披露したパフォーマンスを収録したDVDがパッケージされている。
2009年にはアルバム『Pulsion』を発表。1曲目の「Japo」では日本の政治活動家、外山恒一の2007年東京都知事選挙の政見放送をサンプリングして用いていたり、他にもチェ・ゲバラやイスラム主義団体のリーダーのスピーチを用いているが、グループによるとこれは政治的かつイデオロギー的な意図をもったものではなく、彼らの言葉の強さに共鳴して用いたとしている。
現在、ランスは北京に、エバンヘリスタはローマに在住しているが、グループとしての活動は精力的に行われている。
最近では2007年4月に、スロッビング・グリッスルのピーター・クリストファーソン、DAFのロベルト・ゲアル、CoHことイワン・パブロフらとともに来日、京都と東京でライブを行っており、攻撃的なパフォーマンスを見せ高い評価を得た。また日本では2009年から2010年にかけて初期作品の再発が行われ、それに併せて2010年6月には3度目の来日公演が行なわれた。2013年には4度目の来日公演では非常階段との競演（「EG階段」と銘打って）も行われている。
過去作の再発、CD化が進んでいるものの、作品が入手困難ということもあって、インダストリアルおよび電子音楽を語る際に見過ごされることも多いが、オウテカやパン・ソニックなどのアーティストの作品では、彼らの音楽からの影響が顕著に見られる。エスプレンドー・ジオメトリコはインダストリアルのみならず電子音楽の分野に多大な痕跡を与え続けているグループである。

## ディスコグラフィ

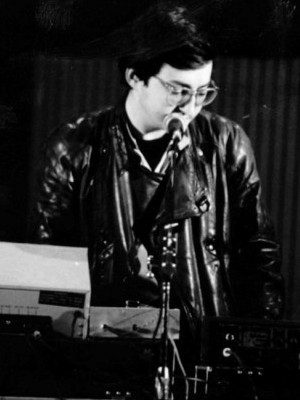
ガブリエル・リアサ　ローマ (1986年)

日本語訳されているタイトルは日本盤として発売されたものである。
- "Necrosis en la poya" (1981年) ※7インチシングル
- EG-1 (1981年) ※カセット。2000年にCDで再発
- 『政党の鉄則』 - El acero del partido/Héroe del trabajo (1982年) ※LP。2000年にCDで再発
- 『栄光のコミッサー』 - Comisario de la luz/Blanco de fuerza (1985年) ※LP。2009年にCDで再発
- 『1980-1981アーリー・レコーディングス』 - 1980-1981 (1986年) ※カセット。2009年にCDで再発
- 『エン・ローマ』 - En Roma (1986年) ※カセット。2009年にCDで再発
- 『エン・ディレクト・マドリード＆トロサ』 - En directo: Madrid y Tolosa (1987年) ※カセット。2010年にCDで再発
- 『コスモス・キノ』 - Kosmos kino (1987年) ※LP。1996年にCDで再発
- 『メカノ・ターボ』 - Mekano-turbo (1988年) ※LP。1994年にCDで再発
- 『マドリード・V・'89』 - Madrid mayo '89 (1989年) ※カセット。2010年にCDで再発
- 『ライブ・イン・ユトレヒト』 - Live in Utrecht (1990年) ※LP。1999年にCDで再発
- 『テン・イヤーズ・オブ』 - Diez años de esplendor (1990年) ※2本組カセット。2010年にCDで再発
- Sheikh aljama (jeque de aljama) (1991年) ※CD
- 1980-1982 (1993年) ※2本組カセット
- Arispejal astisaró (powerful metal) (1993年) ※CD
- Veritatis splendor (1994年) ※CD
- 1983-1987 (1994年) ※CD
- Nador (1995年) ※CD
- Tokyo sin fin (1996年) ※CD
- Treinta kilómetros de radio (1996年) ※CD / EP
- Balearic rhythms (1996年) ※CD
- 80's tracks (1996年) ※CD
- Tarikat (1997年) ※2枚組CD
- Polyglophone (1997年) ※CD
- Syncrotrón (1998年) ※mini-LP
- EN-CO-D-Esplendor (1998年) ※CD。リミックス
- Compuesto de hierro (2002年) ※CD
- Moscú está Helado (2004年) ※CD。リミックス
- Anthology 1981-2003 (2005年) ※2枚組CD
- 8 traks & live (2007年) ※DVDつきCD
- Pulsion (2009年) ※CD / LP
- Desarrollos geométricos (2011年) ※CD
- 『ウルトラフーン』 - Ultraphoon (2013年) ※CD / LP / ダウンロード
- Tokyo sin fin 2010 (2013年) ※CD
- 『フルイーダ・メカニコ』 - Fluida Mekaniko (2016年) ※CD